# Linanthus pygmaeus
Linanthus pygmaeus là một loài thực vật có hoa trong họ Polemoniaceae. Loài này được (Brand) J.T. Howell mô tả khoa học đầu tiên năm 1938.